# David di Donatello Luchino Visconti
Il David Luchino Visconti è un Premio Speciale, intitolato al regista Luchino Visconti, assegnato dalla giuria dei David di Donatello ai registi dall'edizione del 1976 a quella del 1995.

## Albo d'oro
- 1976: Michelangelo Antonioni
- 1977: Robert Bresson
- 1978: Andrzej Wajda
- 1979: Rainer Werner Fassbinder
- 1980: Andrej Tarkovskij
- 1981: François Truffaut, per l'insieme del suo lavoro come regista e critico cinematografico.
- 1982: Cesare Zavattini
- 1983: Orson Welles
- 1984: Federico Fellini
- 1985: Rouben Mamoulian e István Szabó
- 1986: Ingmar Bergman, Suso Cecchi D'Amico e Giuseppe Rotunno
- 1987: Alain Resnais
- 1988: Stanley Kubrick
- 1989: Paolo e Vittorio Taviani
- 1990: Éric Rohmer
- 1991: Marcel Carné
- 1992: Ermanno Olmi
- 1993: Edgar Reitz
- 1994: Manoel de Oliveira
- 1995: Pupi Avati per l'intelligenza narrativa che gli ha permesso una sensibile e costante variazione sui temi della esistenza e del malessere, con approdi stilistici molto personali anche all'interno di un cinema di ricerca inteso come laboratorio di idee e professionalità.